# Only People
Only People är en sång av John Lennon, utgiven 1973 på albumet Mind Games. Texten visar Lennons grubbleri om sitt politiska ställningstagande.